# Anita minima
Anita minima är en fjärilsart som beskrevs av Max Wilhelm Karl Draudt 1933. Anita minima ingår i släktet Anita och familjen tandspinnare. Inga underarter finns listade i Catalogue of Life.